# The Myth
The Myth ((kinesisk) 神话 Shenhua) er en kinesisk film fra 2005, instrueret af Stanley Tong og med Jackie Chan i hovedrollen.